# Sébastien Japrisot
Jean-Baptiste Rossi, más conocido por su seudónimo Sébastien Japrisot, (Marsella, 4 de julio de 1931-Vichy, 4 de marzo de 2003) fue un escritor, traductor y cineasta francés.

## Biografía y carrera
Su seudónimo es un anagrama de su nombre real.
Estudió en un colegio de jesuitas, del que fue expulsado, y Filosofía en la Sorbona. Sin embargo, abandonó la carrera, pues estaba mucho más interesado en la literatura.
Con sólo 17 años publicó su primera novela Les mal partis, que fue un éxito de ventas y, a la vez, un escándalo, ya que retrata la relación amorosa entre un chico de catorce años y una monja. En 1966, tras una reedición, logró con esta obra el Prix de l'Unanimité.
Tras ese éxito inicial tradujo El guardián entre el centeno de J. D. Salinger como L'Attrape-cœurs en 1953. Durante esos años se dedicó básicamente a la traducción, la publicidad y empieza a trabajar en cine, rodando un par de cortometrajes y haciendo de guionista para cineastas como Jean Renoir y Marcel Ophuls.
A principios de la década de 1960 empezó a escribir novela negra, apurado por una deuda fiscal. Escribió sus dos primeras novelas, Compartiment tueurs y Piège pour Cendrillon en apenas unos días de 1962, y las dos fueron un éxito de crítica y público, se adaptaron al cine rápidamente (dos y tres años después de la publicación), y la segunda le valió el prestigioso Gran premio de la literatura policíaca.
En 1966 publica La dame dans l'auto avec les lunettes et un fusil, que ganó el Premio de Honor y también fue adaptada al cine.
En la década de 1970 Japrisot se dedicó fundamentalmente al cine, publicando sólo dos novelas, aunque una de ellas, L'été meurtrier (1978), obtuvo un gran éxito de público y crítica, tanto en la versión escrita como en su adaptación cinematográfica. 
A partir de los años 80 siguió compaginando cine y literatura, aunque se dedicó más a escribir novela histórica.
Falleció en Vichy, a los 71 años, en 2003. Tras su fallecimiento el ministro francés de Cultura, Jean-Jacques Aillagon lo calificó de: «un maestro de la narración, un escritor tan apreciado por la crítica como por el público».

## Crítica
La mayoría de críticos han aplaudido sus tramas complejas y bien construidas y su lenguaje claro y conciso. También han alabado la construcción de unos personajes que, siendo muy reales, consiguen mantener un aura de misterio. Para el crítico Howard Junker: «Es, evidentemente, un gran talento, que los estudiantes de novela y de la forma narrativa querrán analizar».

## Premios
- 1963: Gran premio de la literatura policíaca por Piège pour Cendrillon.
- 1966: Prix de l'Unanimité por Les mal partis.
- 1966: Prix d'Honneur por La dame dans l'auto avec des lunettes et un fusil.
- 1968: CWA Gold Dagger Award (Reino Unido) por La dame dans l'auto avec des lunettes et un fusil, en la categoría de Mejor novela extranjera.
- 1970: Premio Deux Magots por L'été meurtrier.
- 1981: The Martin Beck Award (Suecia) por L'été meurtrier.
- 1991: Premio Interallié por Un long dimanche de fiançailles.

## Obra publicada
| Año  | Título                                            | Versión en castellano                    | Traductor                         | Publicación                                           | Notas                                  |
| ---- | ------------------------------------------------- | ---------------------------------------- | --------------------------------- | ----------------------------------------------------- | -------------------------------------- |
| 1950 | Les mal Partis                                    | El mal camino                            | Teresa Clavel                     | Gatopardo, Barcelona, 2020 ISBN 978-84-17109-79-0     | Publicada como J.-B. Rossi. Narrativa. |
| 1950 | Visages de l'amour et de la haine                 |                                          |                                   |                                                       | Publicada como J.-B. Rossi. Narrativa. |
| 1962 | Compartiment tueurs                               | Asesinato en el París-Marsella           | Mauricio Electorat                | Tres Puntos, Madrid, 2021 ISBN 978-84-17348-26-7      | Novela policíaca. Adaptada al cine     |
| 1963 | Piège pour Cendrillon                             | Trampa para Cenicienta                   | Guillermo Lledo y Rosalia Vazquez | Plaza & Janés, Barcelona, 1984 ISBN 978-84-01-90028-0 | Novela policíaca. Adaptada al cine.    |
| 1965 | L'Odyssexe                                        |                                          |                                   |                                                       | Cómic ilustrado por Trez.              |
| 1966 | La dame dans l'auto avec des lunettes et un fusil | La mujer del coche, con gafas y un fusil | Xavier Gispert                    | Bruguera, Barcelona, 1983 ISBN 84-02-09610-7          | Novela policíaca. Adaptada al cine.    |
| 1967 | La Machine à parler d'amour                       |                                          |                                   |                                                       | Publicada como J.-B. Rossi. Narrativa. |
| 1968 | Adieu l'ami                                       |                                          |                                   |                                                       | Novela policíaca. Adaptada al cine.    |
| 1972 | La Course du lièvre à travers les champs          |                                          |                                   |                                                       | Novela policíaca. Adaptada al cine.    |
| 1977 | L'été meurtrier                                   |                                          |                                   |                                                       | Novela policíaca. Adaptada al cine.    |
| 1986 | La Passion des femmes                             | La pasión de las mujeres                 | Almudena Herrera y R. Gual        | Ultramar, Barcelona, 1989 ISBN 84-7386-534-0          | Narrativa.                             |
| 1991 | Un long dimanche de fiançailles                   | Largo domingo de noviazgo                | Manuel de Lope                    | Plaza & Janés, Barcelona, 1993 ISBN 84-01-32512-9     | Novela policíaca. Adaptada al cine.    |
| 1992 | Le Passager de la pluie                           |                                          |                                   |                                                       | Novela policíaca. Adaptada al cine.    |

## Filmografía
| Año  | Título                                     | Doblaje                             | Dirección          | Protagonistas                           | Notas                                                        |
| ---- | ------------------------------------------ | ----------------------------------- | ------------------ | --------------------------------------- | ------------------------------------------------------------ |
| 1961 | L'idée fixe                                |                                     | Sébastien Japrisot | Gisèle Braunberger                      | Cortometraje.                                                |
| 1961 | Triangle                                   |                                     | Sébastien Japrisot | Gisèle Braunberger                      | Cortometraje.                                                |
| 1964 | La machine à parler d'amour                |                                     | Sébastien Japrisot | Nicole Berger Pierre-Dominique Gaisseau | Mediometraje.                                                |
| 1965 | Compartiment tueurs                        | Los raíles del crimen               | Costa-Gavras       | Catherine Allégret Jacques Perrin       | Basada en la obra homónima.                                  |
| 1965 | Piège pour Cendrillon                      |                                     | André Cayatte      | Dany Carrel Madeleine Robinson          | Basada en la obra homónima.                                  |
| 1968 | Adieu l'ami                                | Adiós, amigo                        | Jean Herman        | Alain Delon Charles Bronson             | Basada en la obra homónima.                                  |
| 1970 | Le passager de la pluie                    | El pasajero de lluvia               | René Clément       | Charles Bronson Jill Ireland            | Basada en la obra homónima.                                  |
| 1970 | The Lady in the Car with Glasses and a Gun | La dama del coche con gafas y fusil | Anatole Litvak     | Samantha Eggar Oliver Reed              | Basada en la obra homónima.                                  |
| 1972 | La course du lièvre à travers les champs   | Como liebre acosada                 | René Clément       | Jean-Louis Trintignant Robert Ryan      | Basada en la obra homónima.                                  |
| 1975 | Les mal partis                             | Love Story de un adolescente        | Sébastien Japrisot | France Dougnac Olivier Jallageas        | Basada en la obra homónima.                                  |
| 1975 | Histoire d'O                               | Historia de O                       | Just Jaeckin       | Corinne Cléry Udo Kier                  | Autor del guion.                                             |
| 1983 | L'été meurtrier                            | Verano asesino                      | Jean Becker        | Isabelle Adjani Alain Souchon           | Basada en la obra homónima.                                  |
| 1988 | Juillet en septembre                       |                                     | Sébastien Japrisot | Laetitia Gabrielli Anne Parillaud       | Autor del guion y director.                                  |
| 1992 | Daam autos                                 |                                     | Peeter Urbla       | Epp Eespäev Toomas Hussar               | Basada en La dame dans l'auto avec des lunettes et un fusil. |
| 1999 | Les enfants du marais                      | La fortuna de vivir                 | Jean Becker        | Jacques Villeret Jacques Gamblin        | Autor del guion.                                             |
| 2001 | Un crime au paradis                        | Un crimen en el paraíso             | Jean Becker        | Jacques Villeret Josiane Balasko        | Autor del guion.                                             |
| 2004 | Un long dimanche de fiançailles            | Largo domingo de noviazgo           | Jean-Pierre Jeunet | Audrey Tautou Gaspard Ulliel            | Basada en la obra homónima.                                  |
| 2013 | Trap for Cinderella                        |                                     | Iain Softley       | Tuppence Middleton Alexandra Roach      | Basadaq en Piège pour Cendrillon.                            |
| 2015 | The Lady in the Car with Glasses and a Gun |                                     | Joann Sfar         | Freya Mavor Benjamin Biolay             | Basada en La dame dans l'auto avec des lunettes et un fusil. |